# Postmodern Postproduction
Postmodern Postproduction або Постмодерн Постпродакшн (з 2001 по 2007 відома під назвою Pteroduction Sound) — одна з найбільших кіностудій в Україні, що спеціалізується на постпродакшні (дублювання, CGI та VFX). Одна з перших українських студій, що отримала сертифікат «Студія Dolby Premier» у жовтні 2012 року. Студія є частиною Film.UA Group.
Серед постійних клієнтів студії на послугу дублювання — західні мейджори, інтереси яких представляють українські кінопрокатники: Kinomania, B&H, UFD та Вольґа Україна (Paramount Pictures International (PPI), Columbia Pictures International (CPI), Warner Brothers, Sony Pictures, 20th Century Fox тощо). З січня 2021 р. дублює українською мовою для Netflix.

## Про студію
Студія утворилася у 2001 році під назвою Pteroduction Sound, з 2004 року студія відома під назвою Postmodern Postproduction.

## Співпраця з SDI Media як партнерської студії-субпідрядника
Міжнародна дублювальна корпорація SDI Media не має офіційного підрозділу в Україні, однак співпрацює з 2013 року з двома студіями дублювальна як наймач партнерських студій-субпідрядників: Le Doyen Studio та Postmodern Postproduction.

## Дубляж українською
| Ф | Кінофільми | МФ | Мультфільми |

### Релізи 2025 року
| Категорія | Назва                               | Оригінальна назва             | Примітки |
| --------- | ----------------------------------- | ----------------------------- | -------- |
| Ф         | Аматор                              | The Amateur                   |          |
| Ф         | Minecraft: Фільм                    | A Minecraft Movie             |          |
| Ф         | Пункт призначення: Родове прокляття | Final Destination: Bloodlines |          |

### Релізи 2024 року
| Категорія | Назва             | Оригінальна назва    | Примітки |
| --------- | ----------------- | -------------------- | -------- |
| Ф         | Дедпул і Росомаха | Deadpool & Wolverine |          |
| С         | Суперген          | Supacell             |          |

### Релізи 2021 року
| Категорія | Назва               | Оригінальна назва | Примітки                                      |
| --------- | ------------------- | ----------------- | --------------------------------------------- |
| Ф         | Дюна: Частина перша | Dune              |                                               |
| Ф         | Треба відступати    | Outside the Wire  | перший оригінальний фільм Netflix українською |

### Релізи 2020 року
| Категорія | Назва                                   | Оригінальна назва                                                    | Примітки |
| --------- | --------------------------------------- | -------------------------------------------------------------------- | -------- |
| Ф         | Тенет                                   | Tenet                                                                |          |
| Ф         | Диво-жінка 1984                         | Wonder Woman 1984                                                    |          |
| Ф         | Відьми                                  | The Witches                                                          |          |
| МФ        | Скубі-Ду                                | Scoob!                                                               |          |
| Ф         | Хижі пташки (та фантастична Харлі Квін) | Birds of Prey (and the Fantabulous Emancipation of One Harley Quinn) |          |

### Релізи 2019 року
| Категорія | Назва                         | Оригінальна назва                          | Примітки |
| --------- | ----------------------------- | ------------------------------------------ | -------- |
| Ф         | Джокер                        | Joker                                      |          |
| Ф         | Покемон. Детектив Пікачу      | Pokémon Detective Pikachu                  |          |
| Ф         | Ґодзілла ІІ: Король монстрів  | Godzilla: King of Monsters                 |          |
| Ф         | Люди Ікс: Темний Фенікс       | X-Men: Dark Phoenix                        |          |
| Ф         | Анабель 3                     | Annabelle Comes Home                       |          |
| Ф         | Шазам!                        | Shazam!                                    |          |
| Ф         | Аліта: Бойовий ангел          | Alita: Battle Angel                        |          |
| Ф         | Майбутній король              | The Kid Who Would Be King                  |          |
| МФ        | Королівський коргі            | The Queen's Corgi                          |          |
| МФ        | Lego Фільм 2                  | The Lego Movie 2: The Second Part          |          |
| Ф         | Кролик Джоджо                 | Jojo Rabbit                                |          |
| Ф         | Море спокуси                  | Serenity                                   |          |
| Ф         | Крід II: Спадок Роккі Бальбоа | Creed II                                   |          |
| Ф         | Поліна і таємниця кіностудії  | Polina et le mystère d'un studio de cinéma |          |
| Ф         | Захар Беркут                  | The Rising Hawk                            |          |

### Релізи 2018 року
| Категорія | Назва                                      | Оригінальна назва                           | Примітки |
| --------- | ------------------------------------------ | ------------------------------------------- | -------- |
| МФ        | Смолфут                                    | Smallfoot                                   |          |
| Ф         | Острів собак                               | Isle of Dogs                                |          |
| Ф         | Аквамен                                    | Aquaman                                     |          |
| Ф         | Бамблбі                                    | Bumblebee                                   |          |
| Ф         | Вдови                                      | Widows                                      |          |
| Ф         | Дедпул 2                                   | Deadpool 2                                  |          |
| Ф         | Першому гравцю приготуватися               | Ready Player One                            |          |
| Ф         | Погані часи у «Ель Роялі»                  | Bad Times at the El Royale                  |          |
| Ф         | Фантастичні звірі: Злочини Ґріндельвальда  | Fantastic Beasts: The Crimes of Grindelwald |          |
| Ф         | Богемна рапсодія                           | Bohemian Rhapsody                           |          |
| Ф         | Народження зірки                           | A Star Is Born                              |          |
| Ф         | Розкрадачка гробниць: Лара Крофт           | Tomb Raider                                 |          |
| Ф         | Червоний горобець                          | Red Sparrow                                 |          |
| Ф         | Хижак                                      | Predator                                    |          |
| Ф         | Нічні ігри                                 | Game Night                                  |          |
| Ф         | Той, що біжить лабіринтом: Ліки від смерті | Maze Runner: The Death Cure                 |          |
| Ф         | Гора між нами                              | The Mountain Between Us                     |          |
| Ф         | Найвеличніший шоумен                       | The Greatest Showman                        |          |

### Релізи 2017 року
| Категорія | Назва                            | Оригінальна назва                           | Примітки |
| --------- | -------------------------------- | ------------------------------------------- | -------- |
| МФ        | Фердинанд                        | Ferdinand                                   |          |
| Ф         | Ліга Справедливості              | Justice League                              |          |
| Ф         | Вбивство у «Східному експресі»   | Murder on the Orient Express                |          |
| Ф         | Геошторм                         | Geostorm                                    |          |
| Ф         | Кінгсмен: Золоте кільце          | Kingsman: The Golden Circle                 |          |
| МФ        | Lego Фільм: Ніндзяго             | The Lego Ninjago Movie                      |          |
| Ф         | Воно                             | It                                          |          |
| Ф         | Анабель: Створення               | Anhabel: Creation                           |          |
| Ф         | Валеріан та місто тисячі планет  | Valerian and the City of a Thousand Planets |          |
| Ф         | Дюнкерк                          | Dunkirk                                     |          |
| Ф         | Війна за планету мавп            | War for the Planet of the Apes              |          |
| Ф         | Трансформери: Останній лицар     | Transformers: The Last Knight               |          |
| Ф         | Диво-жінка                       | Wonder Woman                                |          |
| Ф         | Чужий: Заповіт                   | Alien: Covenant                             |          |
| Ф         | Король Артур: Легенда меча       | King Arthur                                 |          |
| МФ        | Бебі бос                         | The Boss Baby                               |          |
| Ф         | Каліфорнійський дорожній патруль | CHIPS                                       |          |
| Ф         | Конг: Острів Черепа              | Kong: Skull Island                          |          |
| Ф         | Лоґан: Росомаха                  | Logan                                       |          |
| МФ        | Lego Фільм: Бетмен               | The Lego Batman Movie                       |          |
| Ф         | Дзвінки                          | Rings                                       |          |

### Релізи 2016 року
| Категорія | Назва                                  | Оригінальна назва                       | Примітки |
| --------- | -------------------------------------- | --------------------------------------- | -------- |
| Ф         | Закон ночі                             | Live by Night                           |          |
| Ф         | Кредо Вбивці                           | Assassin's Creed                        |          |
| Ф         | Фантастичні звірі і де їх шукати       | Fantastic Beasts and Where to Find Them |          |
| МФ        | Елвін і бурундуки: Бурундомандри       | Alvin and the Chipmunks: The Road Chip  |          |
| МФ        | Льодовиковий період: Курс на зіткнення | Ice Age: Collision Course               |          |
| МФ        | Панда Кунг-Фу 3                        | Kung Fu Panda 3                         |          |

### Релізи 2015 року
| Категорія | Назва                                 | Оригінальна назва                           | Примітки |
| --------- | ------------------------------------- | ------------------------------------------- | -------- |
| МФ        | Снупі та Чарлі Браун: Дрібнота у кіно | Snoopy and Charlie Brown: The Peanuts Movie |          |
| МФ        | Нарешті вдома                         | Home                                        |          |
| Ф         | Людина з А. Н.К. Л.                   | The Man from U.N.C.L.E                      |          |

### Релізи 2014 року
| Категорія | Назва                   | Оригінальна назва        | Примітки |
| --------- | ----------------------- | ------------------------ | -------- |
| МФ        | Містер Пібоді та Шерман | Mr. Peabody & Sherman    |          |
| МФ        | Як приборкати дракона 2 | How to Train Your Dragon |          |
| МФ        | Пінгвіни Мадагаскару    | Penguins of Madagascar   |          |
| МФ        | Ріо 2                   | Rio 2 (2014)             |          |
| МФ        | Lego Фільм              | The Lego Movie           |          |

### Релізи 2013 року
| Категорія | Назва                  | Оригінальна назва | Примітки |
| --------- | ---------------------- | ----------------- | -------- |
| Ф         | Життя Пі               | Life of Pi        |          |
| Ф         | Мисливці на гангстерів | Gangster Squad    |          |
| МФ        | Епік                   | Epic (2013)       |          |
| МФ        | Сімейка Крудс          | The Croods        |          |
| МФ        | Турбо                  | The Turbo         |          |

### Релізи 2012 року
| Категорія | Назва                                        | Оригінальна назва                 | Примітки                          |
| --------- | -------------------------------------------- | --------------------------------- | --------------------------------- |
| Ф         | Обережно! Предки в хаті                      | Parental Guidance                 |                                   |
| Ф         | Хоббіт: Несподівана подорож                  | The Hobbit: An Unexpected Journey |                                   |
| Ф         | Сусіди на стрьомі                            | The Watch                         |                                   |
| Ф         | Темний лицар повертається                    | The Dark Knight Rises             |                                   |
| МФ        | Льодовиковий період 4: Континентальний дрейф | Ice Age: Continental Drift        |                                   |
| Ф         | Президент Лінкольн: Мисливець на вампірів    | Abraham Lincoln: Vampire Hunter   |                                   |
| Ф         | Рок на віки                                  | Rock of Ages                      |                                   |
| Ф         | Прометей                                     | Prometheus                        |                                   |
| Ф         | Похмурі тіні                                 | Dark Shadows                      |                                   |
| Ф         | Месники                                      | The Avengers                      |                                   |
| Ф         | Проект Х: Ніч без батьків                    | Project X                         |                                   |
| Ф         | Титанік                                      | Titanic                           | реліз в 2D: 1997 реліз в 3D: 2012 |
| Ф         | Гнів титанів                                 | Wrath of the titans               |                                   |
| Ф         | Хроніка                                      | Chronicle                         |                                   |
| Ф         | Отже, війна                                  | This Means War                    |                                   |
| Ф         | Зоряні війни. Епізод I. Прихована загроза    | Star Wars: The Phantom Menace     | реліз в 2D: 1999 реліз у 3D: 2012 |
| Ф         | Подорож 2: Таємничий острів                  | Journey 2: The Mysterious Island  |                                   |

### Релізи 2011 року
| Категорія | Назва                                         | Оригінальна назва                            | Примітки |
| --------- | --------------------------------------------- | -------------------------------------------- | -------- |
| Ф         | Перший месник                                 | Captain America: The First Avenger           |          |
| Ф         | Шерлок Холмс: Гра тіней                       | Sherlock Holmes: A Game of Shadows           |          |
| Ф         | Старий Новий рік                              | New Year's Eve                               |          |
| МФ        | Веселі ніжки 2                                | Happy Feet Two                               |          |
| МФ        | Пригоди Тінтіна: Таємниця «Єдинорога»         | The Adventures of Tintin                     |          |
| Ф         | Час                                           | In Time                                      |          |
| Ф         | Зараза                                        | Contagion                                    |          |
| Ф         | Нестерпні боси                                | Horrible Bosses                              |          |
| Ф         | Це безглузде кохання                          | Crazy stupid love                            |          |
| Ф         | Скільки у тебе?                               | What's Your Number?                          |          |
| Ф         | Пункт призначення 5                           | Final Destination 5                          |          |
| Ф         | Повстання планети мавп                        | Rise of the Planet of the Apes               |          |
| Ф         | Гаррі Поттер і смертельні реліквії: частина 2 | Harry Potter and the Deathly Hallows: Part 2 |          |
| Ф         | Пінгвіни містера Поппера                      | Mr. Popper's Penguins                        |          |
| Ф         | Трансформери: Темний бік Місяця               | Transformers: Dark of the Moon               |          |
| Ф         | Зелений ліхтар                                | Green Lantern                                |          |
| Ф         | Люди Ікс: Перший Клас                         | X-Men: First Class                           |          |
| Ф         | Похмілля-2: з Вегаса до Бангкока              | The Hangover: Part II                        |          |
| МФ        | Панда Кунг-Фу 2                               | Kung Fu Panda 2                              |          |
| Ф         | Тор                                           | Thor                                         |          |
| Ф         | Безшлюбний тиждень                            | Hall Pass                                    |          |
| МФ        | Ріо                                           | Rio                                          |          |
| Ф         | Червона шапочка                               | Red Riding Hood                              |          |
| Ф         | Мандри Гулівера                               | Gulliver's Travels                           |          |
| Ф         | Скажені перегони                              | Drive Angry                                  |          |
| Ф         | Невідомий                                     | Unknown                                      |          |

### Релізи 2010 року
| Категорія | Назва                | Оригінальна назва    | Примітки |
| --------- | -------------------- | -------------------- | -------- |
| Ф         | Кохання та інші ліки | Love and Other Drugs |          |
| Ф         | Некерований          | Unstoppable          |          |

### Релізи 2009 року
| Категорія | Назва                                 | Оригінальна назва                   | Примітки |
| --------- | ------------------------------------- | ----------------------------------- | -------- |
| МФ        | Льодовиковий період 3: Ера динозаврів | Ice Age: Dawn Dinosaurs             |          |
| Ф         | Трансформери: Помста полеглих         | Transformers: Revenge of the Fallen |          |
| Ф         | Походження Людей Ікс: Росомаха        | X-Men Origins: Wolverine            |          |
| Ф         | Операція «Валькірія»                  | Valkyrie                            |          |
| МФ        | Мадагаскар 2: Втеча до Африки         | Madagascar: Escape 2 Africa         |          |

### Релізи 2008 року
| Категорія | Назва                                           | Оригінальна назва                                  | Примітки |
| --------- | ----------------------------------------------- | -------------------------------------------------- | -------- |
| Ф         | Індіана Джонс і королівство кришталевого черепа | Indiana Jones and the Kingdom of the Crystal Skull |          |
| Ф         | Одного разу у Вегасі                            | What Happens in Vegas                              |          |
| Ф         | Хроніки Спайдервіка                             | The Spiderwick Chronicles                          |          |

### Релізи 2007 року
| Категорія | Назва        | Оригінальна назва  | Примітки |
| --------- | ------------ | ------------------ | -------- |
| МФ        | Сімпсони     | The Simpsons Movie |          |
| МФ        | Шрек третій  | Shrek the Third    |          |
| Ф         | Трансформери | Transformers       |          |

### Релізи 2006 року
| Категорія | Назва    | Оригінальна назва | Примітки |
| --------- | -------- | ----------------- | -------- |
| МФ        | Змивайся | Flushed Away      |          |